# طحاوي (الفيوم)
قرية طحاوى هي إحدى القرى التابعة لمركز ابشواى في محافظة الفيوم في جمهورية مصر العربية. حسب إحصاءات سنة 2006، بلغ إجمالي السكان في طحاوى 4885 نسمة، منهم 2553 رجل و2332 امرأة.